# Pericoma pannonica
Pericoma pannonica és una espècie de dípter pertanyent a la família dels psicòdids present a França, Suïssa, Àustria, Hongria i el territori de l'antiga República Federal Socialista de Iugoslàvia.